# Saint-François-Xavier-de-Viger
Saint-François-Xavier-de-Viger est une municipalité de la municipalité régionale de comté de Rivière-du-Loup au Québec (Canada), située dans la région administrative du Bas-Saint-Laurent.

## Toponymie
Le nom municipal rend hommage à l'abbé François-Xavier Guay, né en 1834, premier desservant de la paroisse, de 1869 à 1872, et curé de Saint-Épiphane, de 1874 à 1876. L'appellation tant paroissiale que municipale évoque également Denis-Benjamin Viger (1774-1861). Saint-François-Xavier-de-Viger se situe en partie dans le canton de Viger, proclamé en 1861.

## Histoire
Bien que des colons se soient déjà installés sur le territoire de Saint-François-Xavier-de-Viger vers 1870 et qu'une paroisse ait été créée cette année-là, celle-ci devait être supprimée en 1892, en raison de la faiblesse quantitative de la population locale. Elle devait être érigée à nouveau en 1948, rapidement suivie de l'érection municipale en 1950, par suite du détachement respectif d'une partie du territoire des municipalités de Saint-Épiphane et de Saint-Hubert-de-Rivière-du-Loup. 

## Géographie
À partir de son crénon, à l'ouest du centre du village, la rivière Cacouna coule vers le sud-ouest.
À partir du lac chez Josaphat, dans le sud-est de la municipalité, la rivière Mariakèche coule vers sud-ouest.
À partir du lac Viger, dans le nord-est, la rivière Plainasse coule vers le nord-est.
À partir de son crénon, à l'est du centre du village, la rivière Cacouna coule vers le nord-est.

## Démographie
| 1996 | 2001 | 2006 | 2011 | 2016 | 2021 |
| ---- | ---- | ---- | ---- | ---- | ---- |
| 305  | 294  | 277  | 256  | 245  | 247  |

## Administration
Les élections municipales se font en bloc pour le maire et les six conseillers.
| Saint-François-Xavier-de-Viger Maires depuis 2001                                                                    |              |         |          |
| Élection | Maire        | Qualité | Résultat |
| 2001 | Raymond Dubé |         | Voir     |
| 2005 | Raymond Dubé | Voir    |          |
| 2009 | Yvon Caron   |         | Voir     |
| 2013 | Yvon Caron   | Voir    |          |
| 2017 | Yvon Caron   | Voir    |          |
| 2021 | Yvon Caron   | Voir    |          |
| Élection partielle en italique Depuis 2005, les élections sont simultanées dans toutes les municipalités québécoises |              |         |          |

## Panorama
Construit dans les hauteurs des monts Notre-Dame (Appalaches), le village offre un panorama remarquable sur la plaine du Saint-Laurent et les montagnes de Charlevoix, notamment à partir du 7e rang ouest. 

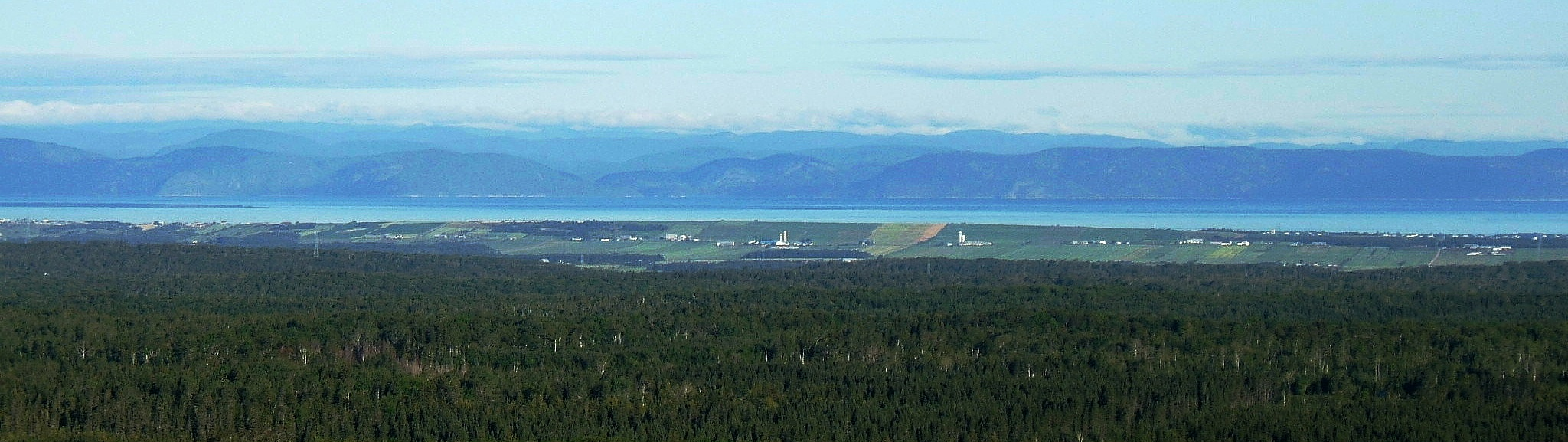
Panorama vers le Nord visible du 7e rang à Saint-François-Xavier-de-Viger